# 陽德郡
陽德郡（：／ Yangdŏk gun */?）是朝鮮民主主義人民共和國平安南道東南部的一個郡，東北、東、南與咸鏡南道、江原道、黃海北道交界。位於阿虎飛嶺山脈與彥真山脈的分歧點。最高點為頭流山，海拔1,324公尺。東西分別有平原川和南江。面積772平方公里，2008年人口61,355人。下分1邑、18里。2018年，朝鮮政府於陽德郡興建溫泉觀光景區，時任領導人金正恩於隔年數次視察景區建設工程。

## 歷史
1396年由陽巖鎮和樹德鎮合併而成。1895年設郡。